# Aeroportul El Aguacate
Aeroportul El Aguacate (IATA: CAA, ICAO: MHCA) este un aeroport din Honduras ce deservește zona Catacamas⁠(d).
Situat la o altitudine de 395 m, aeroportul dispune de o singură pistă.